# William Elliott Gonzales

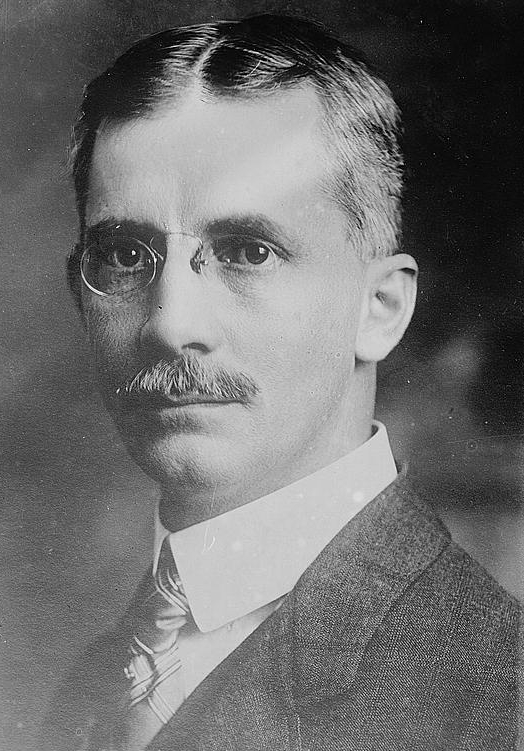
William Eliott Gonzales.

William Eliott Gonzales (1866-20 de octubre de 1937) fue embajador de Estados Unidos en Cuba (1913-1919) y embajador en Perú (1919-1921).

## Biografía
Nacido en 1866, es hijo del cubano Ambrosio José González y de Harriet Rutledge Elliott. El 2 de febrero de 1887, se casó con Sarah C. Shiver. Participó en la Guerra Hispano-Americana donde Estados Unidos se alió a Cuba en su Guerra de Independencia.
El 21 de junio de 1913, Gonzales fue nombrado embajador de Cuba por la administración de Woodrow Wilson. El 9 de agosto, ratificó la aprobación del gobierno conservador del General Mario García Menocal, que para ese entonces sucedía al del General José Miguel Gómez. Esta facultad se debe a que el gobierno de Estados Unidos mediante la Enmienda Platt podía regular la vida política de la entonces República de Cuba (véase el artículo III de esta), lo cual hacía que la isla prácticamente fuese una semi-colonia.

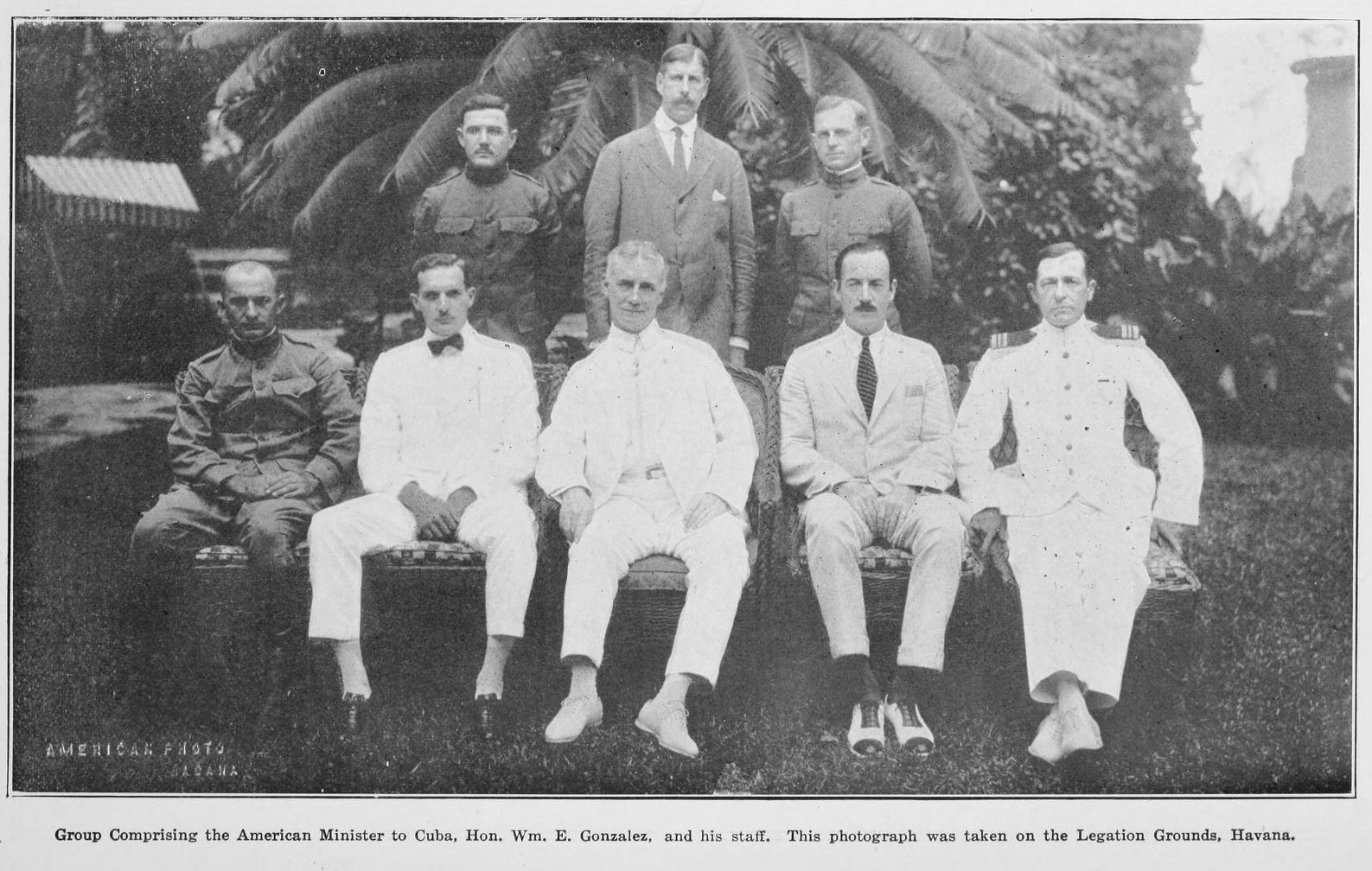
Gonzales y su personal en Cuba, 1919.

En 1917, le tocó enfrentar la Guerra Chambelona, que fue un conflicto entre liberales y conservadores debido al fraude cometido por Menocal (quien logró mantenerse en el poder), sabiéndose que iba a resultar electo su contendor liberal Alfredo Zayas y Alfonso. No aceptando la situación, Zayas y sus hombres promovieron una rebelión, que tuvo como principales figuras al propio predecesor de Menocal (Gómez) así como el futuro presidente de Cuba, Gerardo Machado, general que participó en la Guerra de Independencia al igual Menocal y Gómez. Ante ello, Gonzales declaró que los alzados serían considerados enemigos de Estados Unidos, y no se reconocería su victoria, haciendo uso de la facultad que le otorgaba la Enmienda Platt. Esto debilitó el alzamiento liberal, de quienes se decía que eran proalemanes (cuando no tenían que ver con ellos), lo cual fue ocupado como pretexto por las fuerzas de Menocal y la embajada.
Cuando Cuba declaró la guerra al Imperio alemán en agosto de 1917, cinco barcos alemanes fueron secuestrados en puertos cubanos: cuatro grandes buques de vapor (Bavaria, Oilvant, Adelheid, Constantia) y el Kadonia, de los cuales Menocal se rehusaba a vender o arrendar. El 18 de diciembre de 1919, dejó el puesto de embajador en La Habana.
Entre 1919 y 1921, fue Embajador de Estados Unidos en Perú, mientras gobernaba Augusto B. Leguía.
Murió el 20 de octubre de 1937 y fue cremado en el Cementerio Elmwood en Columbia, Carolina del Sur.